# 漢密爾頓鎮區 (密蘇里州考德威爾縣)
漢密爾頓鎮區（英語：Hamilton Township）是位於美國密蘇里州考德威爾縣的一個行政鎮區。

## 地方資料
漢密爾頓鎮區的面積為90.40平方千米，當中陸地面積為90.12平方千米，而水域面積為0.28平方千米。根據2020年美國人口普查的數據，當地共有人口2283人，而人口密度為每平方千米25.25人。